# Turkije op het Eurovisiesongfestival 2008

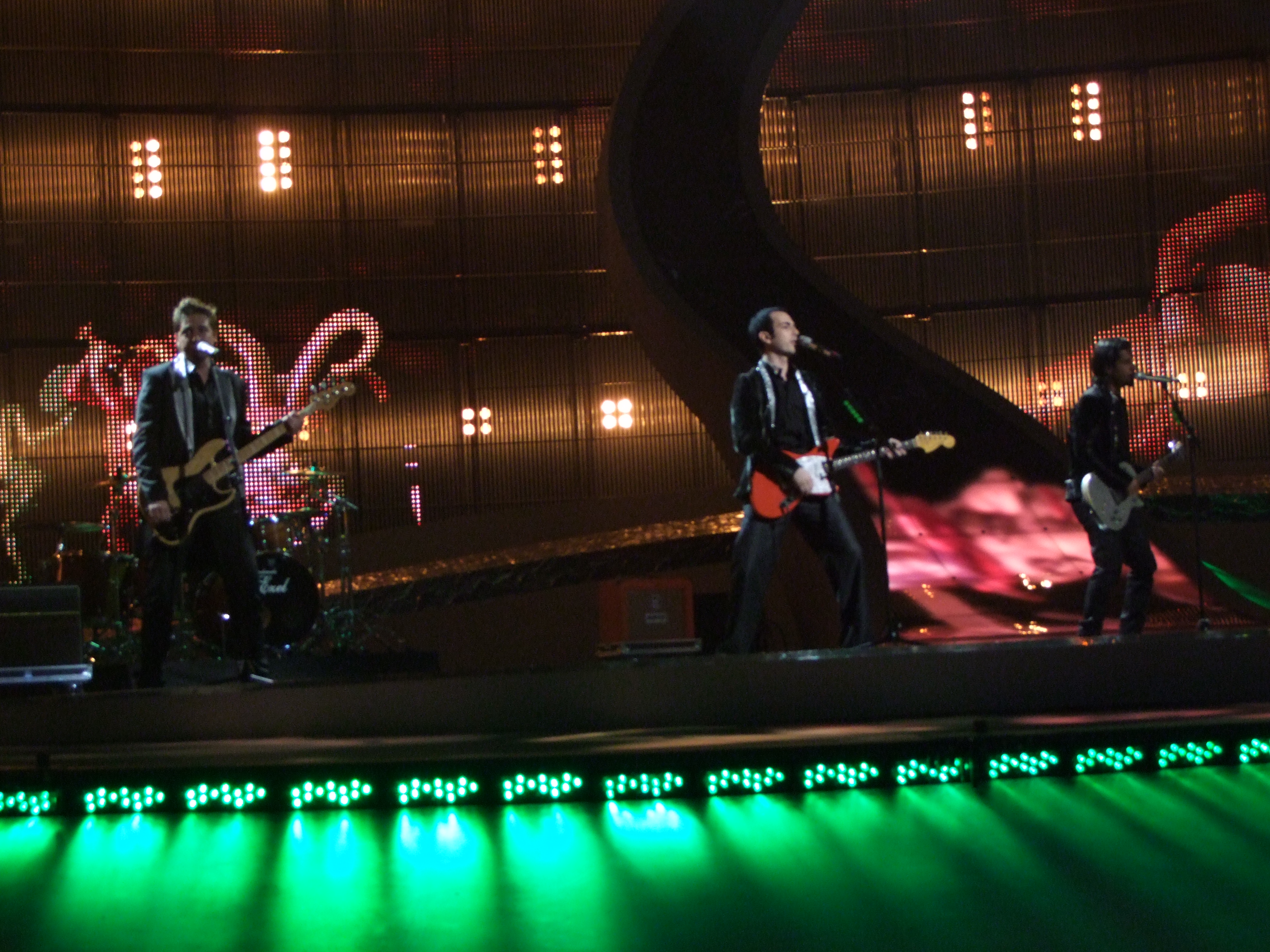
Mor ve Ötesi tijdens Eurovisie 2008

Turkije deed mee aan het Eurovisiesongfestival 2008 in Belgrado, Servië. Het was de 30ste deelname van het land op het Eurovisiesongfestival. Het lied werd gekozen door middel van een interne selectie.

## Selectieprocedure
Net zoals het jaar voordien, werden de artiest en het lied gekozen door middel van een interne selectie. Mor ve Ötesi werd gekozen als artiest, en deze groep zou het lied Deli brengen in Servië

## In Belgrado
Eerst moest men aantreden in de tweede halve finale, net na Zweden en voor Oekraïne. Op het einde van de avond zat Turkije bij de enveloppen, wat betekende dat men doorging naar de finale. Men eindigde in de halve finale op de 7de plaats met 85 punten.
Men ontving één keer het maximum aan punten.
België en Nederland zaten in de andere halve finale.
In de finale trad Turkije als 12de land aan, net na IJsland en voor Portugal. Op het einde van de stemming bleek dat ze 138 punten gekregen hadden en dat ze daarmee op de 7de plaats waren geëindigd.
Men ontving 1 keer het maximum van de punten.
België en Nederland hadden beiden 10 punten over voor deze inzending.

### Gekregen punten

#### Halve Finale 2
| 12 punten            | 10 punten                         | 8 punten                       | 7 punten                  | 6 punten |
| -------------------- | --------------------------------- | ------------------------------ | ------------------------- | -------- |
| - Albanië            | - Frankrijk - Verenigd Koninkrijk | - Denemarken - Noord-Macedonië | - Bulgarije - Zwitserland | - Zweden |
| 5 punten             | 4 punten                          | 3 punten                       | 2 punten                  | 1 punt   |
| - Georgië - Oekraïne | - Hongarije                       | - Wit-Rusland                  |                           |          |

#### Finale
| 12 punten               | 10 punten                                              | 8 punten                                                 | 7 punten              | 6 punten                |
| ----------------------- | ------------------------------------------------------ | -------------------------------------------------------- | --------------------- | ----------------------- |
| - Azerbeidzjan          | - Albanië - België - Duitsland - Frankrijk - Nederland | - Bosnië en Herzegovina - Roemenië - Verenigd Koninkrijk | - Noord-Macedonië     | - Georgië - Zwitserland |
| 5 punten                | 4 punten                                               | 3 punten                                                 | 2 punten              | 1 punt                  |
| - Bulgarije - Hongarije | - Denemarken - Finland - Oekraïne - San Marino         | - Wit-Rusland                                            | - Noorwegen - Rusland |                         |

### Punten gegeven door Turkije

#### Halve Finale 2
Punten gegeven in de halve finale:
| 12 punten | Oekraïne        |
| 10 punten | Georgië         |
| 8 punten  | Albanië         |
| 7 punten  | Noord-Macedonië |
| 6 punten  | Bulgarije       |
| 5 punten  | Kroatië         |
| 4 punten  | Cyprus          |
| 3 punten  | IJsland         |
| 2 punten  | Zweden          |
| 1 punt    | Tsjechië        |

#### Finale
Punten gegeven in de finale:
| 12 punten | Azerbeidzjan          |
| 10 punten | Armenië               |
| 8 punten  | Oekraïne              |
| 7 punten  | Griekenland           |
| 6 punten  | Bosnië en Herzegovina |
| 5 punten  | Rusland               |
| 4 punten  | Georgië               |
| 3 punten  | Spanje                |
| 2 punten  | Noorwegen             |
| 1 punt    | Albanië               |